# Kahina Hadid
Kahina Hadid –en árabe, كهينة حديد– (nacida el 7 de julio de 1983) es una deportista argelina que compitió en judo. Ganó una medalla en los Juegos Panafricanos de 2007, y seis medallas en el Campeonato Africano de Judo entre los años 2001 y 2011.

## Palmarés internacional
| Juegos Panafricanos | Juegos Panafricanos          | Juegos Panafricanos | Juegos Panafricanos |
| Año                 | Lugar                        | Medalla             | Categoría           |
| ------------------- | ---------------------------- | ------------------- | ------------------- |
| 2007                | Argel (Argelia)              | Medalla de bronce   | –78 kg              |
| Campeonato Africano |                              |                     |                     |
| Año                 | Lugar                        | Medalla             | Categoría           |
| 2001                | Trípoli (Libia)              | Medalla de bronce   | –78 kg              |
| 2005                | Puerto Elizabeth (Sudáfrica) | Medalla de bronce   | –70 kg              |
| 2006                | Puerto Louis (Mauricio)      | Medalla de bronce   | –78 kg              |
| 2009                | Puerto Louis (Mauricio)      | Medalla de oro      | –70 kg              |
| 2010                | Yaundé ( Camerún)            | Medalla de plata    | –70 kg              |
| 2011                | Dakar (Senegal)              | Medalla de bronce   | –70 kg              |